# Nummer 217
Nummer 217 (Russisch: Человек № 217, Chelovek No. 217) is een Sovjetfilm uit 1945.

## Film
Nummer 217 was één van de eerste nieuwe Russische speelfilms, die in Rusland te zien was na de Tweede Wereldoorlog. De film van Michael Romm (producent, regisseur en scenario) en Jevgeni Gabrilovitsj (scenario) werd opgenomen in de Mosfilm-studios, maar ook deels in Tasjkent. Thema van de film is de deportatie van Russische arbeiders na Operatie Barbarossa naar Nazi-Duitsland om bij welgestelde Duitse families te werken. Ze werden daarbij als een soort slaaf behandeld; hun namen werden hun ontnomen; ze werden alleen aangeduid met nummer. De hoofdpersonages zijn (Tatjana/Tanja) (Elena Koesmina) en (Sergej Kartatsjov) (Wassili Zaitchikov). De behandeling van de Russen is dermate slecht (vernedering, mishandeling, marteling, moord), dat Tanja na verloop van tijd wraak neemt. De film ging in première op 9 juni 1945. De film werd ingezonden naar het Filmfestival van Cannes (1946) en de hoofdrolspelers ontvingen de Stalinprijs. Ze was in 1946 even in de Nederlandse bioscopen te zien.

## Muziek
Aram Chatsjatoerjan schreef er muziek bij die uit zeven fragmenten bestaat: 1: Introductie/Ouverture, 2: Moord, 3: Gevangenis, 4: Bombardement en Klava’s dood, 5: Werk, 6: Herinnering, 7: Finale. Hij had er een uitgebreid symfonieorkest met koor voor nodig:
- koor
- 3 dwarsfluiten (III ook piccolo), 3 hobo's (III ook althobo), 3 klarinetten (III ook basklarinet, 2 fagotten
- 4 hoorns, 3 trompetten, 3 trombones, 1 tuba
- pauken, percussie (kleine trom, grote trom, bekkens, tamtam, xylofoon, vibrafoon), harp
- violen, altviolen, celli, contrabassen

De partituur is bewaard gebleven en in het bezit van de erfgenamen van de componist. 
Van de filmmuziek is verder nauwelijks iets bekend. Loris Tjeknavorian nam in oktober 1995 delen uit de filmmuziek op met het Philharmonisch Orkest van Armenië (zonder koor) voor het platenlabel ASV Records (DCA 966). (Volgens de tracklist werd 4; Bombardement en Klava’s dood weggelaten) Het maakte deel uit van een serie gewijd aan muziek van de Armeense componist; het bleef voor zover bekend de enige opname van de filmmuziek (op de film na).

## Rolverdeling
| Acteur                  | Personage               |
| ----------------------- | ----------------------- |
| Yelena Kuzmina          | Tanya Krylova (Nr. 217) |
| Vladimir Balashov       | Max Krauss              |
| Tatyana Barysheva       | Greta Krauss            |
| Heinrich Greif          | Kurt Kahger             |
| Anastasiya Lissianskaya | Klava Vasilyeva         |
| Grigory Mikhaylov       | gevangene Nr. 225       |
| Lidiya Sukharevskaya    | Lotta Krauss            |
| Peter Suthanov          | Rudolph Peschke         |
| Vasili Zajchikov        | wetenschapper           |